# 231 (număr)
231 (două sute treizeci și unu) este numărul natural care urmează după 230 și precede pe 232 într-un șir crescător de numere naturale.

## În matematică
231:
- Este un număr impar.
- Este un număr compus.[1]
- Este un număr deficient.[2][3]
- Este un număr rotund.[4][5]
- Este un număr sfenic.[6]
- Este un număr triunghiular.[7][8]
- Este un număr dublu triunghiular.[9]
- Este un număr hexagonal.[10][11]
- Este un număr 17-gonal.[12][13]
- Este un număr centrat 23-gonal.[14][15]
- Este un număr octaedric.[16]
- Este un număr centrat octaedric.[17]
- Este un număr platonic.[18]
- Pentru 231 valoarea funcției Mertens este 0.[19]

## În știință

### În astronomie
- Obiectul NGC 231 din New General Catalogue este un roi deschis cu o magnitudine 1,74 în constelația Micul Nor al lui Magellan.
- 231 Vindobona este un asteroid din centura principală.
- 231P/LINEAR-NEAT (LINEAR-NEAT 4) este o cometă periodică din sistemul nostru solar.

## În alte domenii
231 se poate referi la:
- Numărul de țoli cubici dintr-un galon SUA.